# Гороза, Виктор Григорьевич
Виктор Григорьевич Гороза (род. 1 декабря 1947, Киев) — советский футболист, полузащитник, и тренер.

## Карьера футболиста
Воспитанник «Динамо» (Киев). С 1966 года выступал за резервную команду, а впоследствии и за основную команду «бело-синих». Дебютировал в составе киевлян состоялся 3 ноября 1968 в домашнем матче 36-в тура группы 1 класса А против ереванского «Арарата». Гороза вышел на поле на 70-й минуте, заменив Сергея Шкляра. В чемпионате СССР за столичный клуб всего он сыграл 4 матча.
В 1970 году перешел в «Металлург» (Запорожье). В футболке запорожцев сыграл 24 матча в чемпионате СССР (1 гол) и 3 матча (1 гол) в Кубке СССР. В 1972 году стал игроком стахановского «Шахтёр», а в следующем сезоне — харьковского «Металлиста». Дебютировал в футболке харьковчан 1 апреля 1973 в выездном поединке 1/16 финала Кубка СССР против киевского «Динамо». Гороза вышел на поле в стартовом составе и отыграл весь матч. В первой лиге СССР за харьковчан дебютировал в домашнем поединке 1-о тура против ивановского «Текстильщика». Гороза вышел в стартовом составе, а на 46-й минуте его заменил Валерий Бокатов. В составе «Металлиста» и завершил выступления на профессиональном уровне . После этого выступал в любительском клубе «Восток» (Киев) и команде Юго-Восточных войск СССР (Будапешт).

## Карьера тренера
После завершения карьеры футболиста работал с детьми, обучая их основам футбольного мастерства. Некоторое время тренировал детей 1989 года рождения в киевском «Арсенале». Одним из его воспитанников является Роман Зозуля. В 2005 году был тренером клуба «Еднисть» (Плиски).

## Достижения

### Клубные
- Чемпион Высшей лиги СССР: 1968

### Индивидуальные
- Мастер спорта СССР (1968)